# San Isidro, San Gabriel
San Isidro är en ort i Mexiko.   Den ligger i kommunen San Gabriel och delstaten Jalisco, i den södra delen av landet, 500 km väster om huvudstaden Mexico City. San Isidro ligger 1 478 meter över havet och antalet invånare är 198.
Terrängen runt San Isidro är lite bergig, och sluttar brant västerut. Runt San Isidro är det glesbefolkat, med 20 invånare per kvadratkilometer. Närmaste större samhälle är Alista, 3,1 km väster om San Isidro. I omgivningarna runt San Isidro växer huvudsakligen savannskog.